# Václav Leška
Václav Leška (25. září 1897 Božejov – 28. října 1981 Proseč-Obořiště) byl český a československý politik Československé strany lidové a poúnorový poslanec Národního shromáždění ČSR.

## Biografie
Pocházel z velmi chudých poměrů. Po absolvování základního vzdělání pracoval jako výčepní. V letech 1916–1918 byl vojákem v rakousko-uherské armádě. Po skončení války nastoupil jako dělník v Pelhřimově. Od roku 1927 působil v pelhřimovském pivovaře, kde se stal kvasmistrem. Po vzniku ČSR vstoupil do ČSL. Ve straně patřil k levicové frakci. Byl dlouholetý předseda MO ČSL v Pelhřimově. Po roce 1975 žil v domově důchodců.
Ve volbách roku 1954 byl zvolen za ČSL poslancem ve volebním obvodu Humpolec-Pelhřimov. V Národním shromáždění zasedal až do konce jeho funkčního období, tedy do voleb v roce 1960. K roku 1954 se profesně uvádí jako dělník Horáckého pivovaru v Pelhřimově.